# Thomas Skora
Thomas Skora ist ein ehemaliger deutscher Basketballspieler.

## Werdegang
Skora spielte mit der Mannschaft des Berliner Sport-Vereins 1892 in der Basketball-Bundesliga.
Mit der bundesdeutschen Kadettennationalmannschaft nahm er 1971 in Italien an der Europameisterschaft dieser Altersklasse teil und erzielte im Turnierverlauf 4,7 Punkte je Begegnung. Im Jahr 1974 bestritt er acht A-Länderspiele, die meisten im Rahmen des Europapokals für Nationalmannschaften.